# Sinocastor anderssoni
Sinocastor anderssoni – gatunek wymarłego ssaka z rodziny bobrowatych (Castoridae). Występował pliocenie. Kopalne szczątki przedstawiciela gatunku zostały odkryte w Chinach. Gatunek pierwotnie był lokowany w obrębie rodzaju Castor, ale przeprowadzona przez naukowców (Natalia Rybczynski, Elizabeth M. Ross, Joshua X. Samuels, William W. Korth) analiza morfometryczna wykazała szereg różnic w budowie kości czaszki, z których część nie została zauważona we wcześniejszych badaniach. Odnotowano, że badane eksponaty Sinocastor mają w stosunku do badanego kośćca przedstawicieli rodzaju Castor zauważalne zwężenie czaszki, inne ukształtowanie kości podstawy czaszki i kości podniebiennej. Większa jest długość czaszki oraz rostrum. Podczas badania uzębienia, odnotowano, że Sinocastor ma krótsze rozstępy między zębami a korzenie zębów policzkowych są wyraźnie bardziej wystające.